# Somaliyaay toosoo
Somaliyaay toosoo (auch Somaaliyey toosa, zu deutsch Somalia, erwache) war zwischen 2000 und 2012 die Nationalhymne Somalias.
Somaliyaay toosoo war in Somalia bereits seit den 1940er Jahren ein beliebtes Volkslied. Nach Angaben der somalischen Regierung stammt das Lied von Ali Mire Awale aus dem Jahr 1947. Eine andere Quelle gibt jedoch an, dass es bereits einige Jahre zuvor aus seiner Zusammenarbeit mit Yusuf Haji Adari entstand.
Das Lied wurde schon längere Zeit zur Erinnerung an die Unabhängigkeit gesungen, vor allem von Schulklassen zum Unterrichtsbeginn. Ab 2000 ersetzte es schließlich auch offiziell die text- und titellose Hymne von Giuseppe Blanc (1886–1969), die seit der Unabhängigkeit am 1. Juli 1960 in Gebrauch war.
Mit der neuen Verfassung als Bundesrepublik Somalia wurde Somaliyaay toosoo im August 2012 durch Qolobaa Calankeed als neue Nationalhymne ersetzt.

## Text
Refrain:
Soomaaliyeey toosoo

Toosoo isku tiirsada ee

Hadba kiina taag daranee

Taageera waligiinee.
Strophen:
Ummadyahay mar kale toosoo

Calankiina wada tiirshoo,

Danta guud ku taagsada oo

Isu wada tanaasula eey.

Refrain

Tawaabkoo qudhaa bixiyoo

Gobannimada taam ka dhigee,

Rabbi toobad weyddiistoo

Talo saarta Weynaha eey.

Refrain

Qabiilkaad ku tookhdaan baa

Qawmiyaddaada kaa tira oo,

Tayo li'ida qoys-qoyskaa

Idin bada tabaalaha eey.

Refrain

Inuu Naar ku taro mooyee

Dagaal ehel ma taabaggalee,

Shacabkaa in loo turo oo

La tabantaabsho kaa mudaneey!

Refrain

Curaddadaada taargo'ayaa

Tiiraanyo qaran weeyee,

Walaalkiis kan tooganayow

Adays jaray tagoogaha eey.

Refrain

Quruun teeda hanan weydaa

Tiqo kuma leh dunideenee,

Adduunyada ka tamin qaadtoo

Assaagiina tiigsada eey.

## Deutsche Übersetzung des Refrains
Somalia, erwache

Erwacht und schließt die Hände zusammen

Und wir müssen den Schwächsten unseres Volkes helfen

Jederzeit.